# WSE Trophy
O WSE Trophy (Troféu WSE) é uma competição europeia de clubes de Hóquei em Patins. 
É a terceira competição mais importante da World Skate Europe – Rink Hockey depois da Liga dos Campeões da WSE  e da Taça WSE.
O Troféu WSE disputa-se pela primeira vez na Época 2024-25. 

## Formato
Segundo o livro de regulamentos da WSE, quatro equipas seriam qualificadas para o Troféu WSE através da Ronda de qualificação da Liga dos Campeões da WSE, 12 outras equipas seriam qualificadas através do comunicado Oficial da WSE para a presente época e outras participações, num máximo de seis, seriam aceites pela Comissão Técnica. 

No torneio oficial apenas participaram 10 equipas.
Na competição participaram:
- França: 2 clubes da Nationale 1;
- Alemanha: 3 clubes da Rollhockey-Bundesliga;
- Itália: 1 clubes da Serie A1;
- Espanha: 1 clubes da OK Liga;
- Suíça : 3 clubes da Liga National A.

## Histórico

### Por clube
| Época   | Vencedor  | Resultado | Finalista  | Sede (final-four) |
| ------- | --------- | --------- | ---------- | ----------------- |
| 2024–25 | PAS Alcoi | 4–2       | US Coutras | Follonica, Itália |

### Por país
| Equipa     | Vitórias | Finalista vencido | Anos vitórias | Anos finalista vencido |
| ---------- | -------- | ----------------- | ------------- | ---------------------- |
| PAS Alcoi  | 1        | 0                 | 2025          | -                      |
| US Coutras | 0        | 1                 | -             | 2025                   |

| País    | Vitórias | Finalista |
| ------- | -------- | --------- |
| Espanha | 1        | 0         |
| França  | 0        | 1         |

## Ligações Externas
- WSEurope
- Hoqueipatins.com